# La Cumbre (Galápagos)
La Cumbre és un volcà en escut que es troba al centre de l'illa Fernandina, a les illes Galápagos, Equador. És el volcà més actiu de l'arxipèlag. El seu cim s'eleva fins als 1.476 msnm. Té una caldera de 5x6,5 km d'amplada que ha experimentat diversos col·lapses al llarg de la seva història, sovint després d'erupcions explosives.
El 14 de febrer de 1825, mentre estava atracat a la badia de Banks Bay, el capità Benjamin Morrell va poder observar i registrar una gran erupció d'aquest volcà. Els darrers anys ha entrat nombroses vegades en erupció, el 2009, 2018, 2020 i 2024.